# Kalktuffquelle

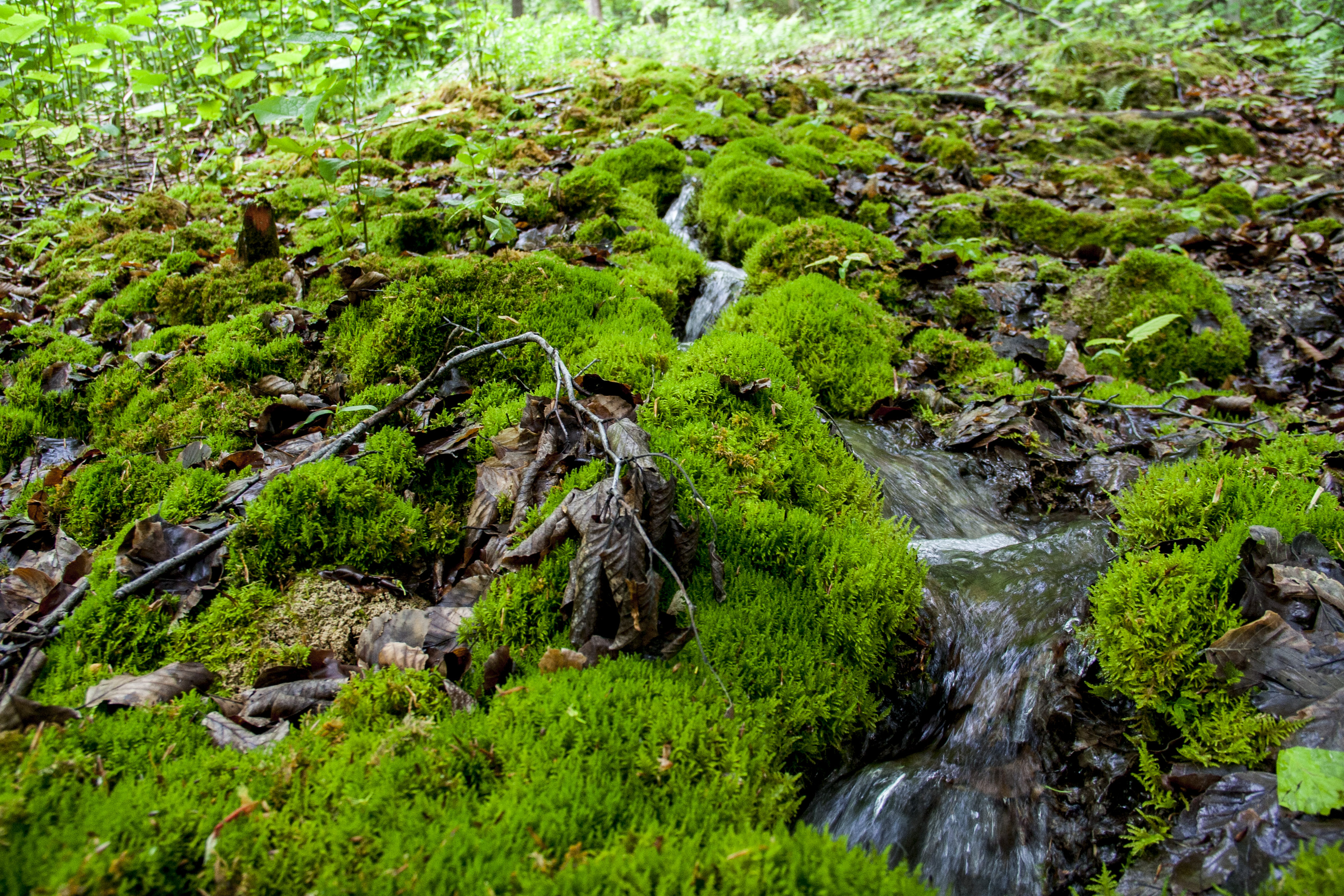
Kalktuffquelle (Helokrene) bei Thalheim

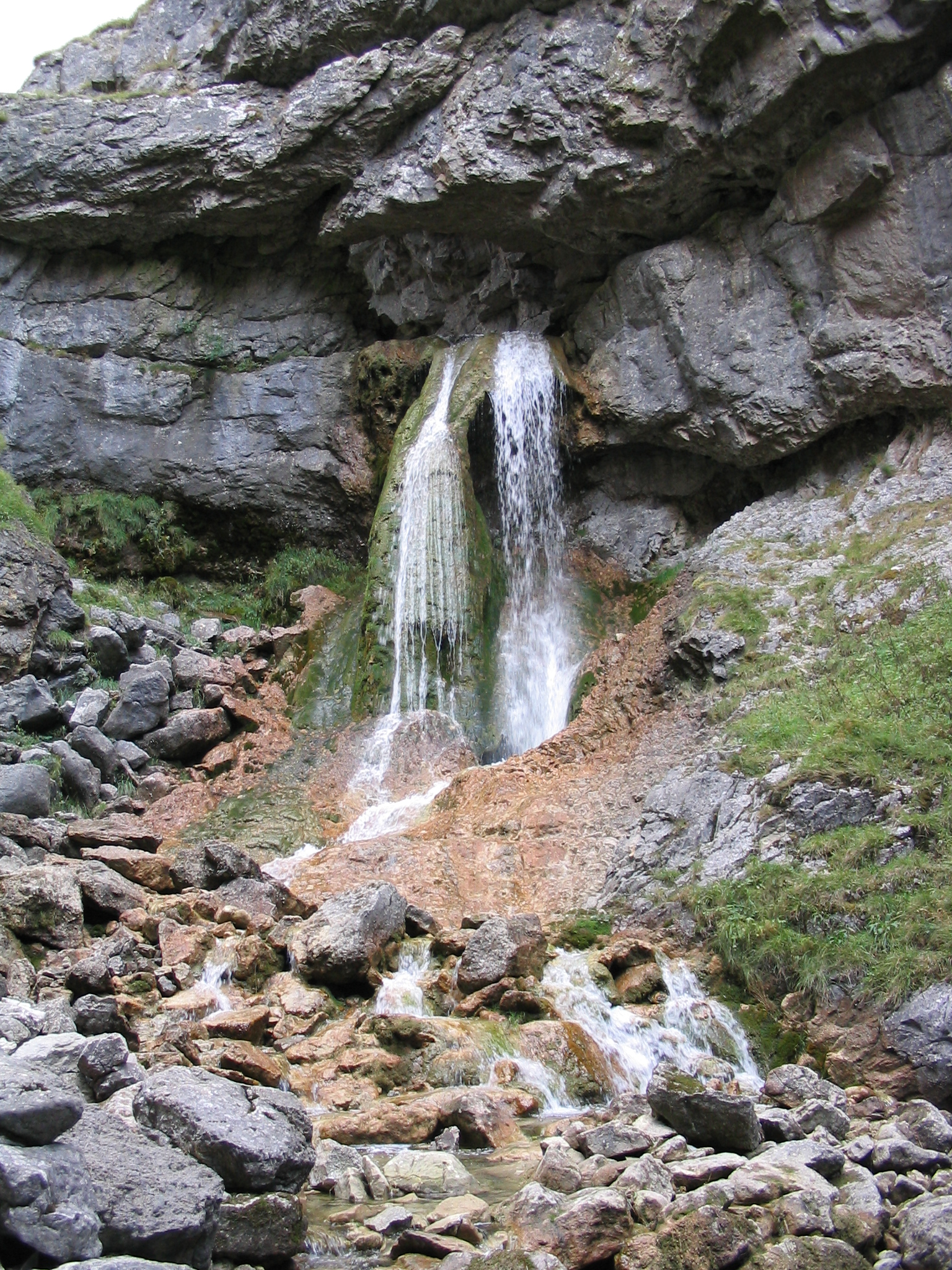
Kalktuffquelle am Gordale Scar Wasserfall in North Yorkshire (Rhenokrene)

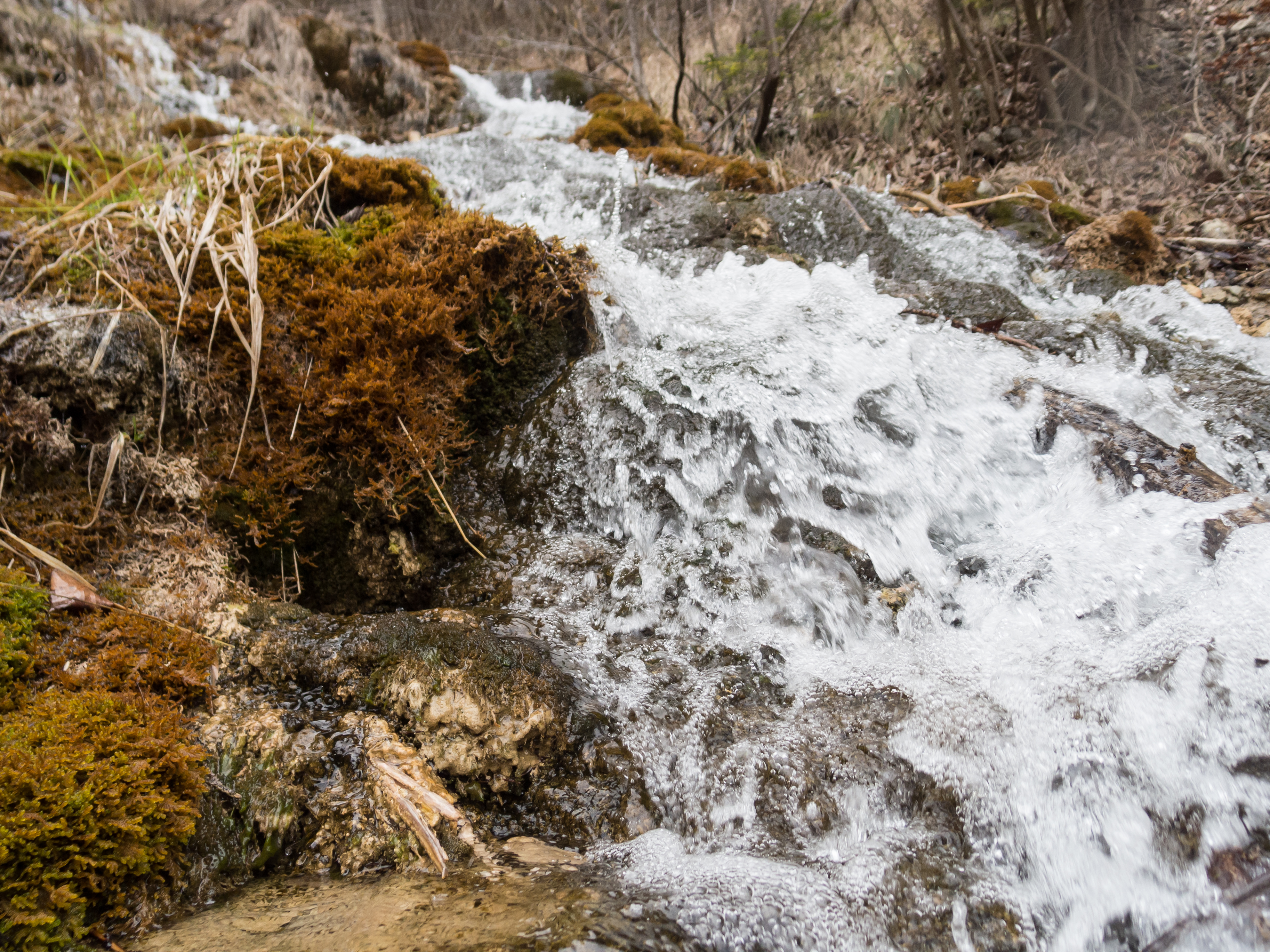
Kalktuffbildung am Tuffbach bei Innsbruck

Eine Kalktuffquelle ist eine Quelle, die durch kalkhaltiges Grundwasser gespeist wird und durch Ausfällungen von Kalksinter (Kalktuff) im unmittelbaren Quellbereich charakterisiert ist. Eine entscheidende Rolle bei der Bildung der Kalktuffe besitzen standorttypische Pflanzen, insbesondere Moose wie Palustriella commutata.

## Charakteristik und Entstehung
In Kalktuffquellen tritt ganzjährig kalkhaltiges Quellwasser mit einer Temperatur von 2 bis 7 °C an die Oberfläche. Bei der unterirdischen Passage des einsickernden, schwach sauren Regenwassers in Kalkgesteine wird Kalziumkarbonat gelöst und mit dem Grundwasserstrom abtransportiert. Am Quellaustritt kommt es infolge der Temperaturerhöhung und Druckentlastung – verbunden mit einem Entweichen des im Grundwasser gelösten Kohlendioxids – zur erneuten Ausfällung von Kalziumkarbonat. Dieser Prozess wird durch Algen und Moose verstärkt, die dem Quellwasser zusätzlich durch Photosynthese Kohlendioxid entziehen. Moose und Pflanzen werden mit einer dünnen Kruste von ausgefälltem Kalziumkarbonat überzogen, die Im Laufe der Zeit filigrane, poröse Kalkgesteine bilden.

### Quelltypen
Kalktuffquellen kommen bevorzugt als Rhenokrene (Fließquellen) mit einem punktuellen Grundwasseraustritt und Helokrene (Sickerquellen) vor. In Sickerquellen tritt das Grundwasser meist in einem mehr oder weniger großen Quellsumpf langsam an die Oberfläche. Fließquellen können hingegen gewöhnlich eine wesentlich höhere Schüttung aufweisen. Im unmittelbaren Quellbereich von Kalktuffquellen sind sowohl organische bis steinige Substrate zu beobachten.

## Flora

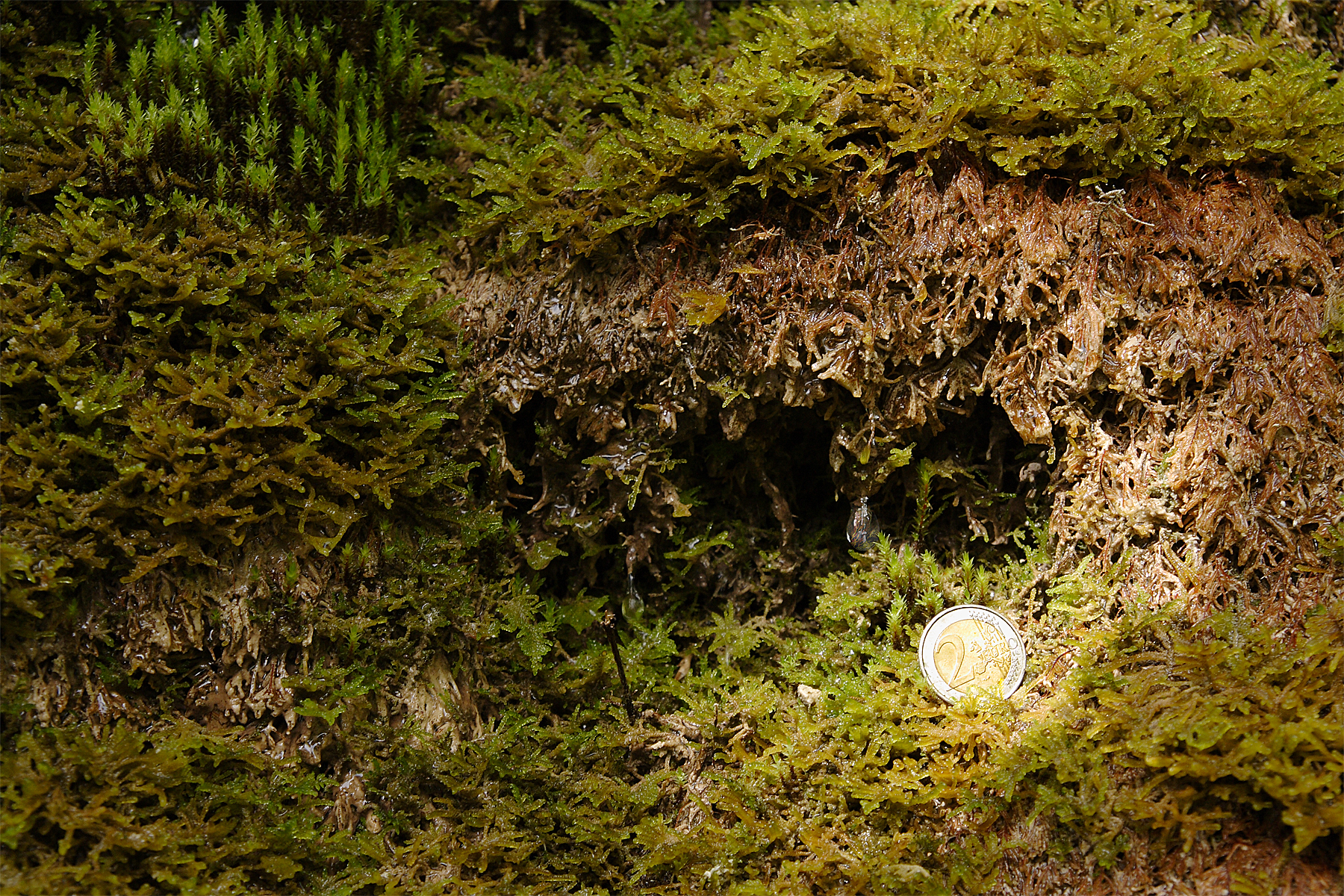
Starknervenmoos, (Palustriella commutata)

Im Umfeld der Quellaustritte bildet sich bei optimalen Bedingungen eine charakteristische Quellflora aus. Hierbei dominieren neben Blau- und Kieselalgen vor allem Moose, insbesondere Starknervenmoose. Neben Starknervmoosen (Pallustriella commutata), Farnähnlichen Starknervenmoosen (Cratoneuron filicinum) und Fettglänzenden Ohnnervmoosen (Aneura pinguis) sind Kalktuffquellen häufig auch mit Brunnenkresse (Nasturtium officinale), Riesen-Schachtelhalmen (Equisetum telmateia), Roten Kleingabelzahnmoosen (Dicranella varia), Glieder-Binsen (Juncus articulatus) und Wechselblättrigen Milzkraut (Chrysosplenium alternifolium) vergesellschaftet.
Insbesondere den Starknervenmoosen kommt bei der Bildung der Kalktuffen eine ganz besondere Bedeutung zu. In der Umgebung der Quelle ist diese ansonsten seltene Moosart häufig flächendeckend verbreitet. Die Moospolster vergrößern zum einen Teil die wasserbenetzte Oberfläche und entziehen durch Fotosynthese dem Wasser das gelöste Kohlendioxid und begünstigen damit die Kalkausfällung und somit die Kalktuffbildung. Durch permanente Neubesiedelung gebildeter Kalkkrusten durch die Moose können die Gesteine „wachsen“ und bilden die charakteristischen Steinernen Rinnen.

## Fauna
Als quelltypische Fauna von Kalktuffquellen sind neben Bachflohkrebsen (Gammarus sp.), Quelljungfern (Cordulegaster sp.), Quellschnecken (Bythinella sp.), Genabelte Puppenschnecken (Lauria cylindracea) auch vereinzelt Zwergdeckelschnecken (Sadleriana) zu finden.
Die Larven von bestimmten Arten von Stein- und Köcherfliegen, die auf kalkhaltiges Wasser angewiesen sind, sind ebenfalls an Kalktuffquellen anzutreffen.

## Vorkommen

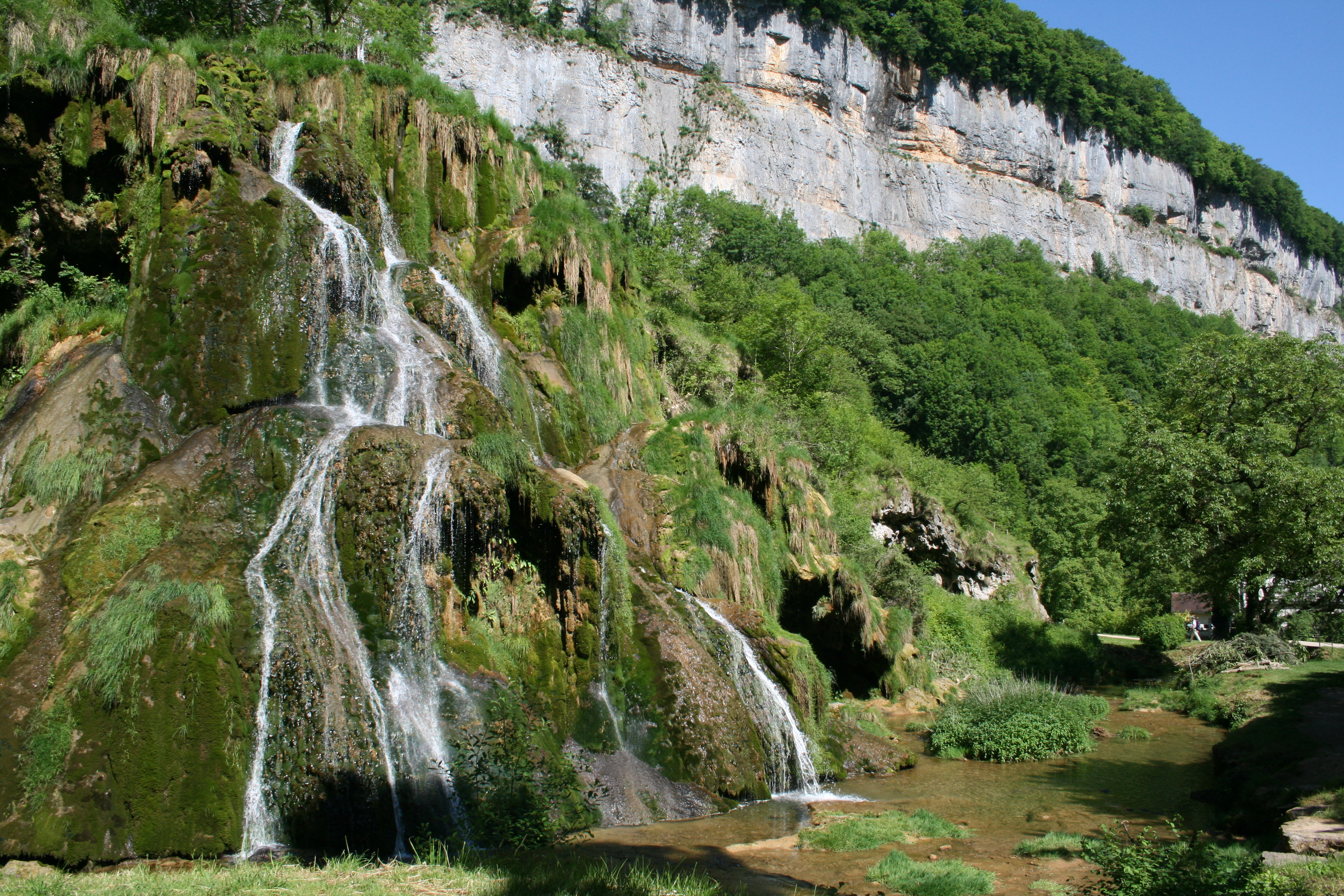
Kalktuffquelle des Dard in Baume-les-Messieurs

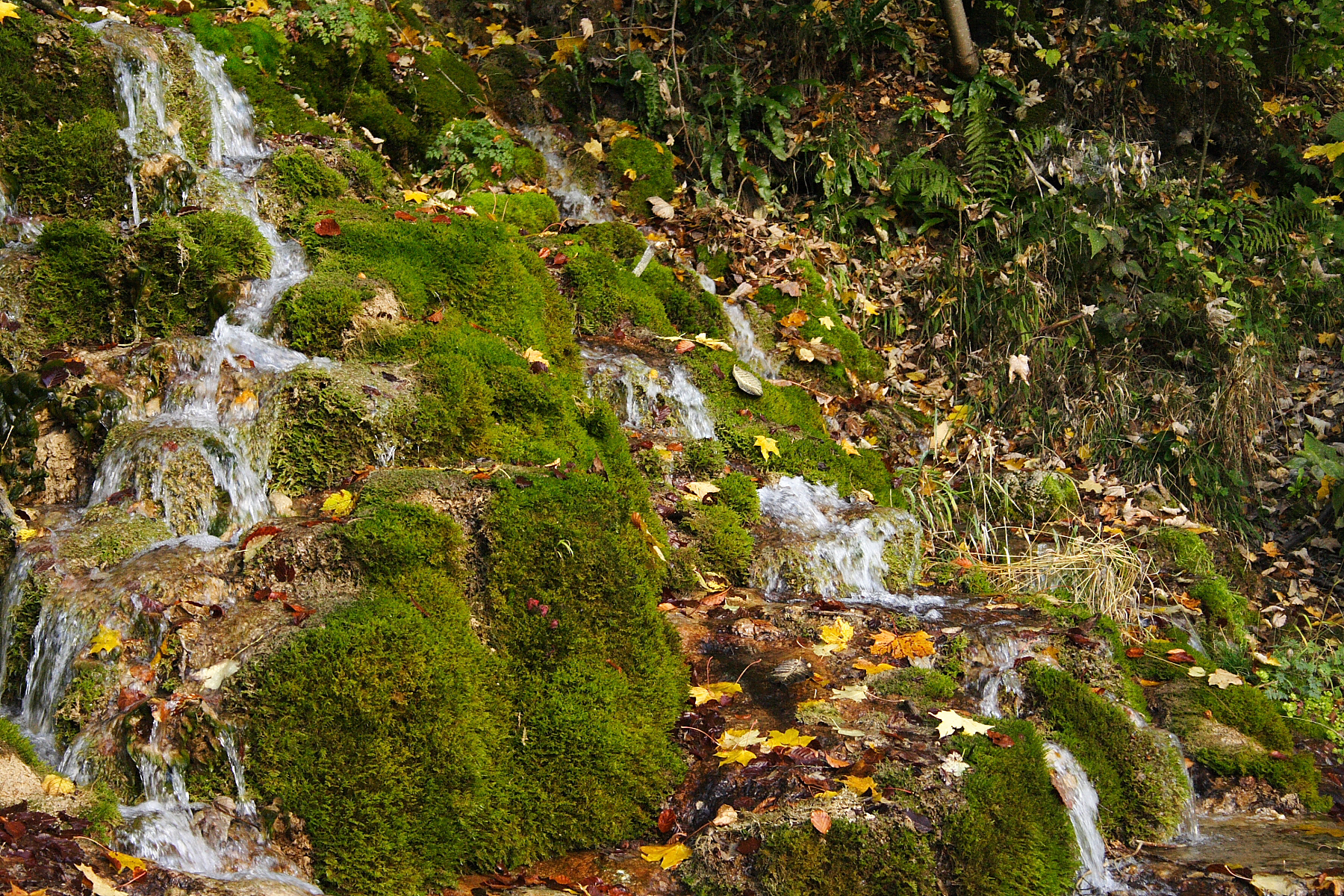
Kalksinterterrasse oberhalb der Gütersteiner Wasserfälle

Kalktuffquellen sind genetisch an die Verbreitungsgebiete von karbonatischen Gesteinsformationen (Kalkstein, Dolomit) gebunden. Kalktuffquellen sind ein relativ selten verbreiteter Quelltyp. In Europa treten derartige Quellen beispielsweise in den Kalkalpen, im Bereich des von meist kalkigen Gletscherkiesen bedeckten Alpenvorlandes, in der Fränkischen und Schwäbischen Alb an der Kreideküste Jasmunds, aber auch punktuell in anderen Regionen auf.
In Niederösterreich kommen Kalktuffquellen bis in Höhen von 1000 m im Wienerwald, in den Nordöstlichen Randalpen und in Ötscher-Dürrenstein vor.

## Gefährdung
Kalktuffquellen sind sensible Biotope. Neben der mechanischen Zerstörung der fragilen Kalktuffgebilde durch Trittbelastung von Tieren und Menschen bei der Nutzung der Quelle als Viehtränke oder für touristische Zwecke können Kalktuffquellen durch unterschiedlichste Faktoren gefährdet sein. Neben der Veränderung der hydrologischen und hydrochemischen Charakteristik der Quelle durch Grundwasserabsenkung und damit verbunden eine Verminderung der Quellschüttung, Eutrophierung, Eintrag von Schadstoffen und Düngemittel ins Grundwasser werden in Quelltümpeln immer wieder Materialien (anthropogene Abfälle sowie Baumschnitt aus der Forstwirtschaft) abgelagert, die die Bildung von Kalktuffen unterbinden oder erheblich stören. Auch technische und touristische Quellfassungen sowie Rodungen im Quellbereich können das biologische Gleichgewicht erheblich stören.

## Schutz der Kalktuffquellen
Aufgrund der Seltenheit und Kleinflächigkeit der Bildungen, der schützenswerten standortgebunden Flora und Fauna sowie ihres hohen Gefährdungspotentials werden Kalktuffquellen häufig als Biotope, Naturdenkmäler, Geotope, als Natura 2000-Flächen (Cratoneurion: NATURA 2000 – Code: 7220) sowie als prioritär schützenswerter Lebensraum ausgewiesen.
In einigen Ländern wurden spezielle Programme zum Schutz und Erhalt von Kalktuffquellen im Rahmen des Natura-2000-Programms aufgelegt.

## Bekannte Kalktuffquellen (Auswahl)
- Dard-Quelle in Baume-les-Messieurs (Französischer Jura)
- Quelle des Gütersteiner Wasserfalls, Schwäbische Alb
- Kalk-Sinterader bei Waldegg, Niederösterreich
- Paulinenquelle, Marsberg
- Stubbenhörn, Rügen, subrezent[6]
- Wachsender Felsen bei Landau an der Isar, Bayern
- Tauchstein im Kraichgau zwischen Flehingen und Gochsheim, Baden-Württemberg